# Bernard Munyagishari

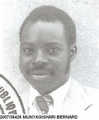
Bernard Munyagishari

Bernard Munyagishari (* 1959) ist ein ruandischer Kriegsverbrecher. Er wurde wegen seiner Rolle während des Völkermords in Ruanda vom Internationalen Strafgerichtshof für Ruanda (ICTR) gesucht und schließlich am 25. Mai 2011 in Nord-Kivu gefasst.

## Leben
Munyagishari war von 1992 bis 1994 Generalsekretär der Mouvement républicain national pour la démocratie et le développement (MRND).
2005 stellte das ICTR einen Haftbefehl wegen Genozid, Verbrechen gegen die Menschlichkeit und Vergewaltigung auf ihn aus. Auf seine Festnahme wurden von dem staatlichen US-Programm Rewards for Justice fünf Millionen Dollar ausgeschrieben.
Laut Auffassung des ICTR soll Munyagishari Mitbegründer und Anführer der Interahamwe gewesen sein. Dabei soll er Hutu angeworben, ausgebildet und ihnen befohlen haben, Tutsi in Gisenyi und Umgebung systematisch zu ermorden sowie Frauen zu vergewaltigen. Außerdem soll er am 7. April 1994 an Treffen des Planungsministers Augustin Ngirabatware teilgenommen haben, bei denen der Genozid geplant wurde. Er soll Listen von Tutsi-Bürgern erstellt und Busse für die Interahamwe-Kämpfer organisiert haben.
Am 20. April 2017 wurde er vom von den Richtern des ICTR zu lebenslanger Haft verurteilt. Er ging in Berufung, das Berufungsverfahren steht noch aus.
2020 wurde er nach Ruanda überstellt, wo er vor dem zuständigen Berufungsgericht ein vollumfängliches Geständnis abgab und sich des u. a. der Beteiligung am Völkermord Schuldig bekannte.